# مصطبة تي
مصطبة تي هي واحدة من أهم المواقع الأثرية في سقارة. اكتشفها أوجوست مارييت.
تحتوي المصطبة على سردابين. جدران القبر تظهر مشاهد مختلفة من الحياة اليومية.
كان تي مسؤولًا كبيرًا ومهندسًا ملكيًا في الأسرة الخامسة خدم تحت عدة ملوك. أشرف على معابد الشمس لـ نفر إر كا رع وني وسر رع. كان اسم زوجته نفر حتبس.

مخطط أرضي لمصطبة تي

## معرض الصور

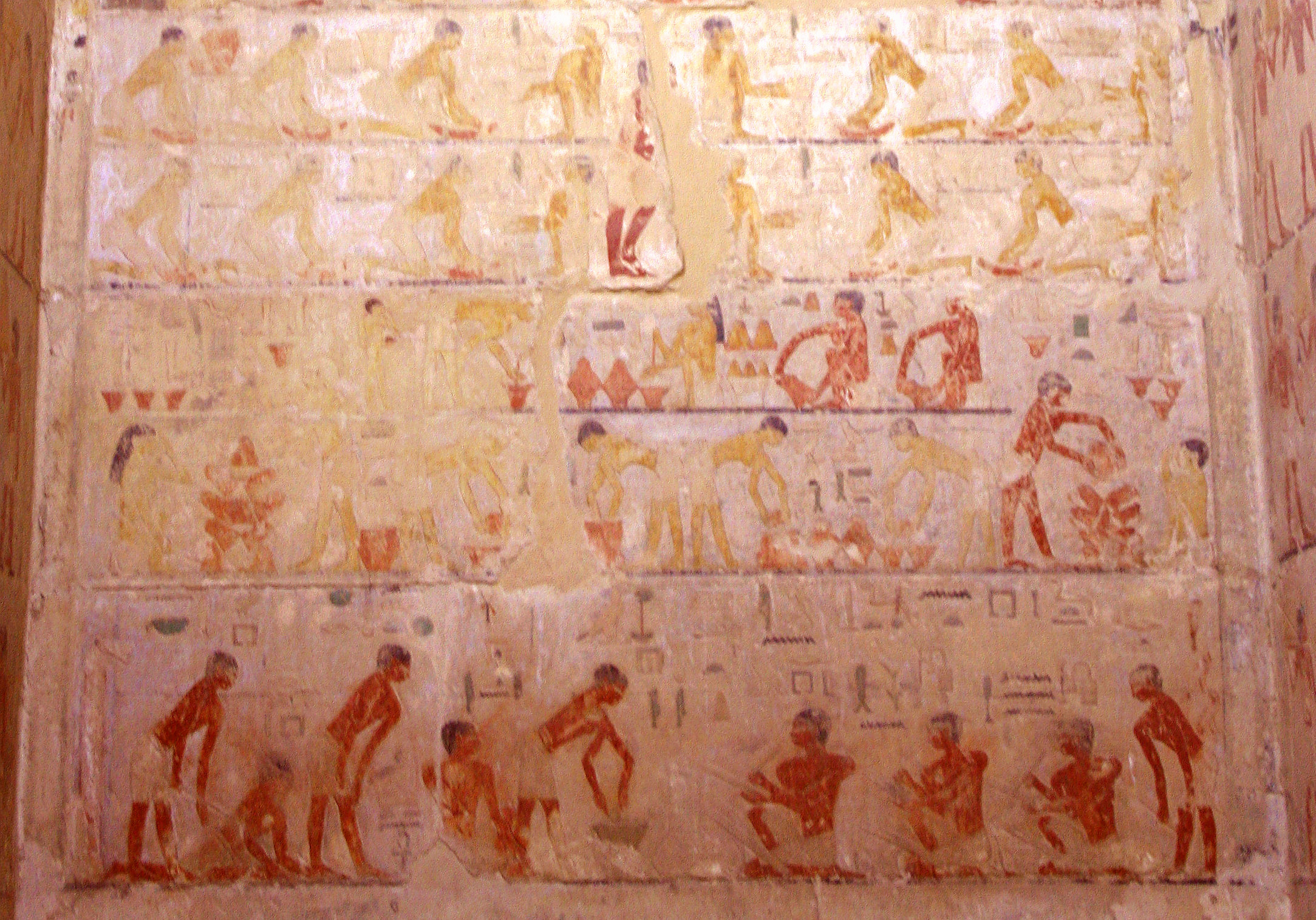
رسم يصور إنتاج الفخار (الخزف) في الدولة القديمة
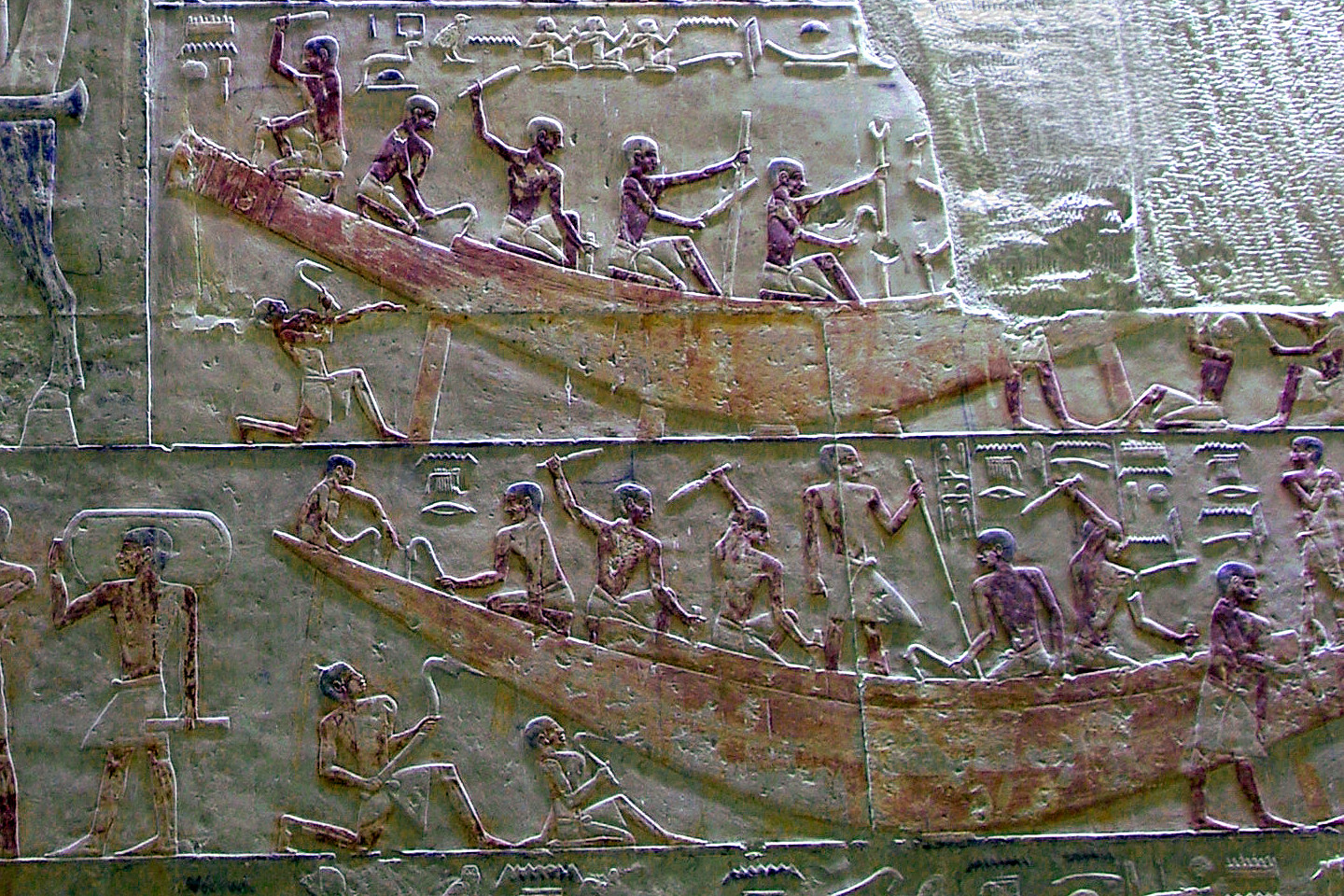
بناء القوارب
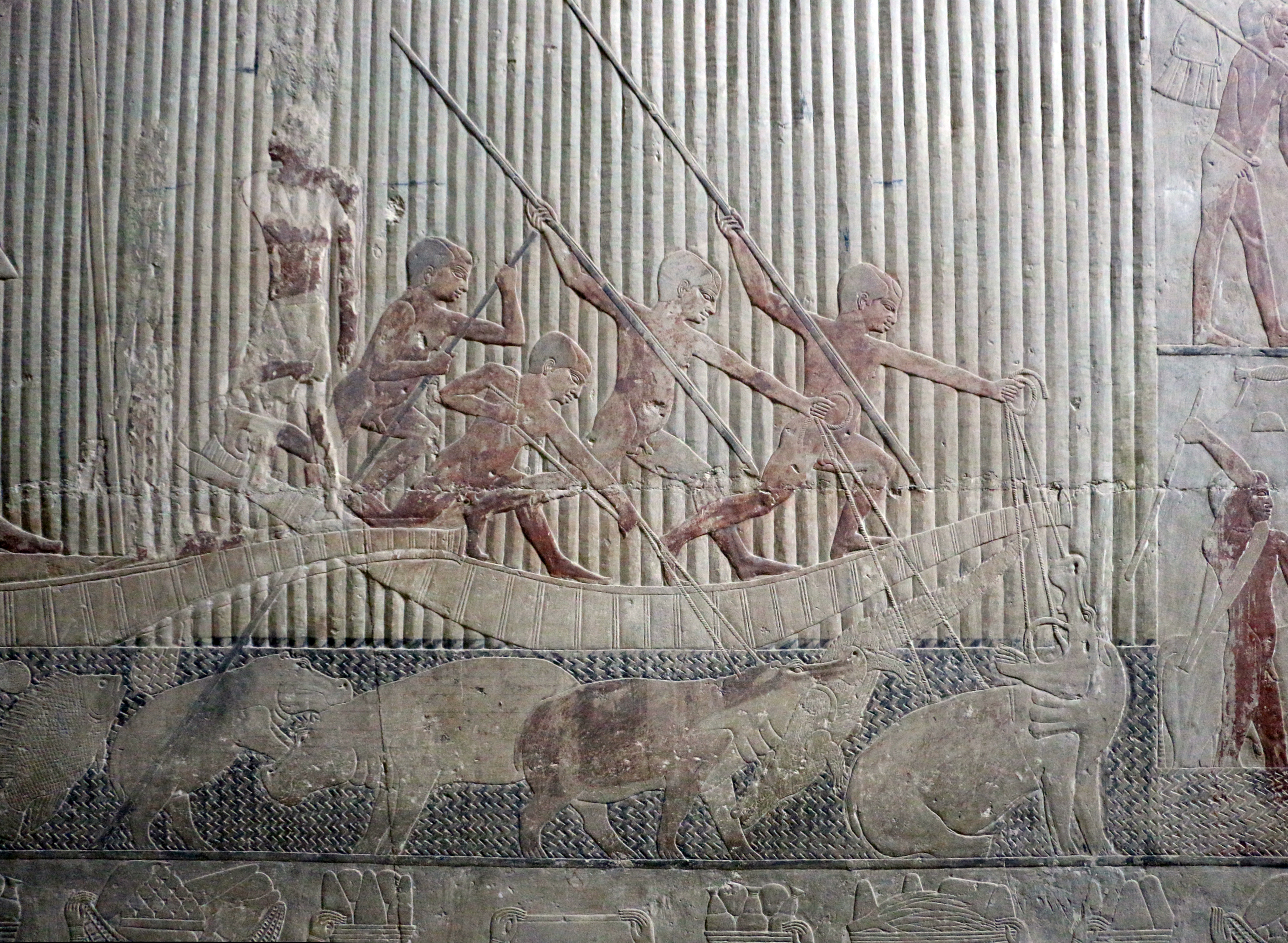
مشهد صيد فرس النهر
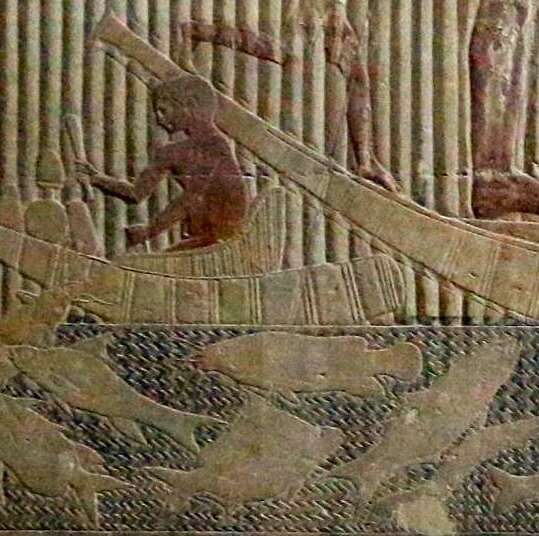
سمك السلور الكهربائي (في الوسط) في نقش بارز

## روابط خارجية
- قبور مصر القديمة
- جولة افتراضية في مقبرة تي